# Gramatneusiedl
Gramatneusiedl osztrák mezőváros Alsó-Ausztria Bruck an der Leitha-i járásában. 2022 januárjában 3697 lakosa volt. 

## Elhelyezkedése

Gramatneusiedl a Bruck an der Leitha-i járásban

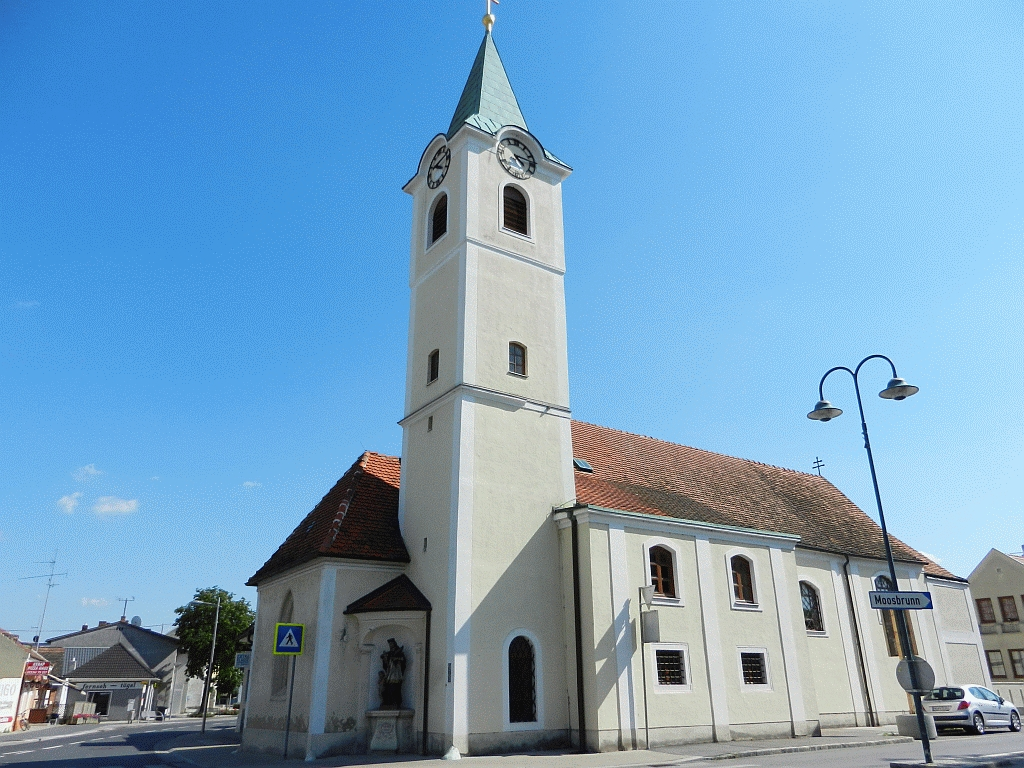
A Szt. Péter és Pál-plébániatemplom

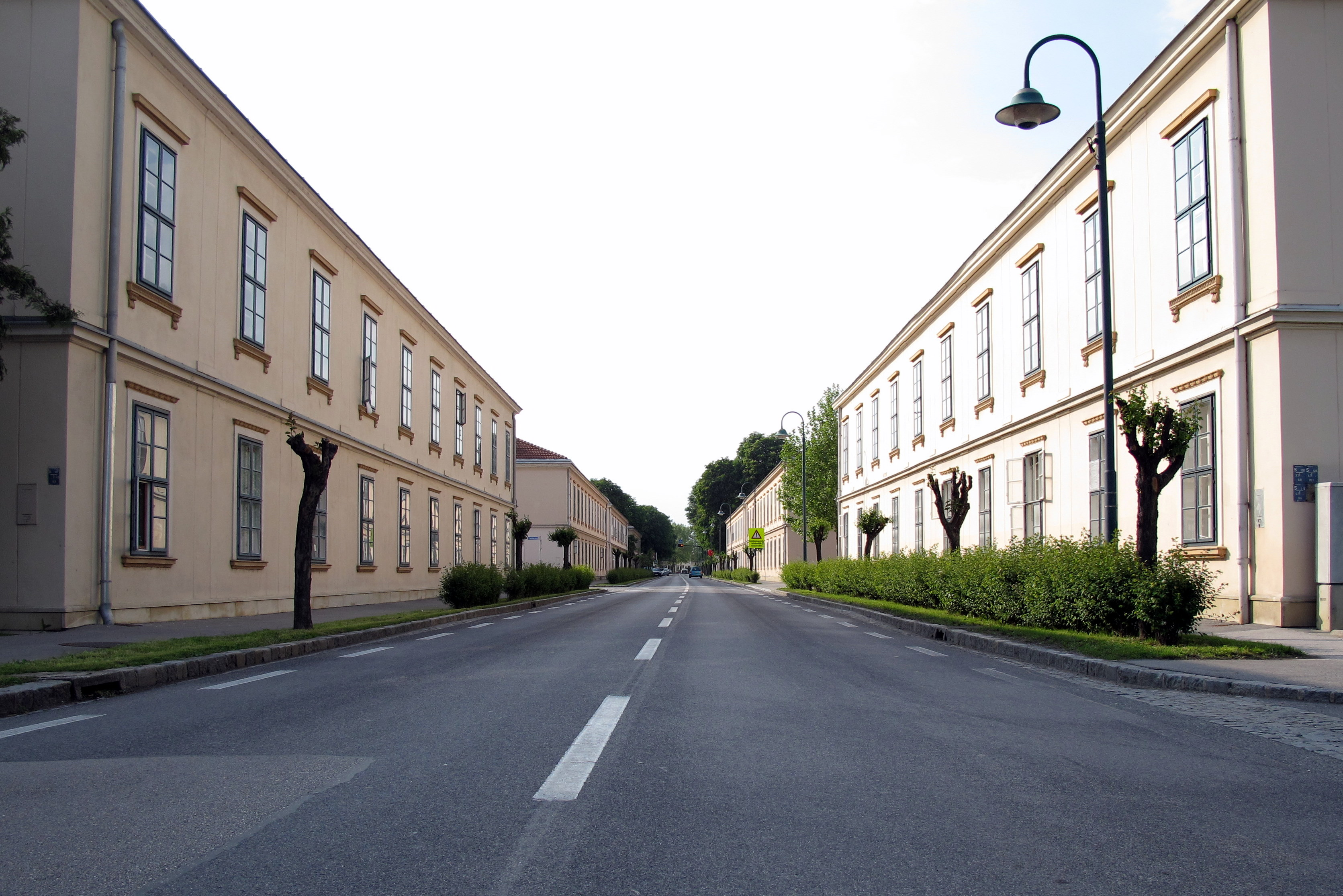
Marienthal, a volt textilüzem munkáslakótelepe

Gramatneusiedl a tartomány Industrieviertel régiójában fekszik, a Bécsi-medencében, a Fischa folyó mentén. Egyéb jelentős folyóvizei a Piesting és a Jesuitenbach. Területének 2,8%-a erdő, 69,8% áll mezőgazdasági művelés alatt. Az önkormányzathoz egyetlen település és katasztrális község tartozik. 
A környező önkormányzatok: délnyugatra Moosbrunn, északnyugatra Himberg, északkeletre Ebergassing, keletre Götzendorf an der Leitha, délkeletre Reisenberg, délre Mitterndorf an der Fischa.

## Története
Gramatneusiedlt 1120-ban említik először Gezenniusidelen néven. 1520-ig különböző nemesi famíliák (Laaer, Ebersdorfer, Ladendorfer) birtoka, majd a bécsi Szt. István-székesegyház káptalanjának kizárólagos tulajdonává vált, egészen (az 1621-1668 közötti időszak kivételével) 1840-ig. A falut Bécs 1529-es és 1683-os török ostromakor, valamint Rákóczi kurucainak 1704-es alsó-ausztriai betörésekor kifosztották.  
1820-ban a falu egyik malmát textilüzemmé fejlesztették. A vasutat az elsők között, 1846-ban vezették be Gramatneusiedlbe a Bécs-Bruck an der Leitha vonal (a későbbi Ostbahn) megépítésével. 1840-ben a község 60 ezer guldenért megváltotta terheit a káptalantól.
Az 1938-as Anschluss után kialakították Nagy-Bécset és Gramatneusiedlt is a főváros 23. kerületéhez csatolták. Önállóságát 1954-ben nyerte vissza és az akkor megalakított Bécskörnyéki járáshoz kapcsolták. A járás 2016-ban megszűnt, Moosbrunn azóta a Bruck an der Leitha-i járás része. A községet 1995-ben mezővárosi rangra emelték. 

## Lakosság
A gramatneusiedli önkormányzat területén 2022 januárjában 3697 fő élt. A lakosságszám 1961 óta gyarapodó tendenciát mutat. 2020-ban az ittlakók 82%-a volt osztrák állampolgár; a külföldiek közül 2,9% a régi (2004 előtti), 8,2% az új EU-tagállamokból érkezett. 5,1% az egykori Jugoszlávia (Szlovénia és Horvátország nélkül) vagy Törökország, 1,8% egyéb országok polgára volt. 2001-ben a lakosok 61,9%-a római katolikusnak, 4,5% evangélikusnak, 4,6% ortodoxnak, 7,1% mohamedánnak, 19,7% pedig felekezeten kívülinek vallotta magát. Ugyanekkor a legnagyobb nemzetiségi csoportokat a németek (82,3%) mellett a törökök (5,2%), a szerbek (4,1%) a horvátok (3,8%) és a magyarok (1,1%) alkották.
A népesség változása:

| 2016 | 3 139 |
| 2018 | 3 461 |

## Látnivalók
- a Szt. Péter és Pál-plébániatemplom
- az oldtimer-múzeum
- a Marienthal munkástelep

## Fordítás
- Ez a szócikk részben vagy egészben  a   Gramatneusiedl című német Wikipédia-szócikk ezen változatának fordításán alapul.  Az eredeti cikk szerkesztőit annak laptörténete sorolja fel. Ez a jelzés csupán a megfogalmazás eredetét és a szerzői jogokat jelzi, nem szolgál a cikkben szereplő információk forrásmegjelöléseként.